# سوريش (ممثل)
سوريش (بالتيلوغوية: సురేష్)‏ هو ممثل هندي، ولد في 26 أغسطس 1964 في الهند.

## وصلات خارجية
- سوريش على موقع IMDb (الإنجليزية)
- سوريش على موقع قاعدة بيانات الفيلم (الإنجليزية)